# IMac

Marchio identificativo "iMac" in uso dal 1998 al 2003 (Con font "Apple Garamond")

L'iMac è una famiglia di computer all-in-one prodotta dalla Apple e indirizzata inizialmente ad un pubblico che desidera un prodotto di utilizzo semplice.

## Filosofia
Quando venne presentato il 7 maggio 1998, l'iMac stupì gli operatori del settore. Per la prima volta, un computer dedicato al grande pubblico metteva tra i suoi obiettivi primari l'estetica. Quello che differenziava l'iMac dai precedenti computer Apple, infatti, non era tanto la tecnologia inclusa nel computer, quanto l'esterno del computer. Il primo iMac, riprendendo l'ispirazione del proprio capostipite, il Macintosh 128K del 1984, inglobava in un unico elemento il monitor, la CPU e il drive, ma questa volta il computer si distingueva per le linee curve e la scocca realizzata con plastiche trasparenti e colorate. Questa attenzione per l'estetica accompagnava anche gli accessori che seguivano lo stile dell'unità base, come il mouse perfettamente circolare. Un altro punto focale del progetto iMac era la semplicità. Il computer era stato progettato tenendo conto dell'ergonomia e alcuni elementi come la porta seriale, e il floppy disk vennero eliminati dato che erano ritenuti obsoleti. Al loro posto venne introdotto lo standard USB, che consentiva prestazioni migliori e molti meno problemi di configurazione per l'utente. I vari modelli dell'iMac che si susseguirono nel tempo stupirono per l'estetica e per le soluzioni a volte radicali adottate da Apple.
Grazie alla sua semplicità d'uso, l'iMac è entrato nel Guinness dei Primati per il manuale d'istruzioni più corto. Difatti, queste invitavano esclusivamente a connettere il computer alla rete elettrica e ad accenderlo tramite l'apposito tasto.

## Modelli

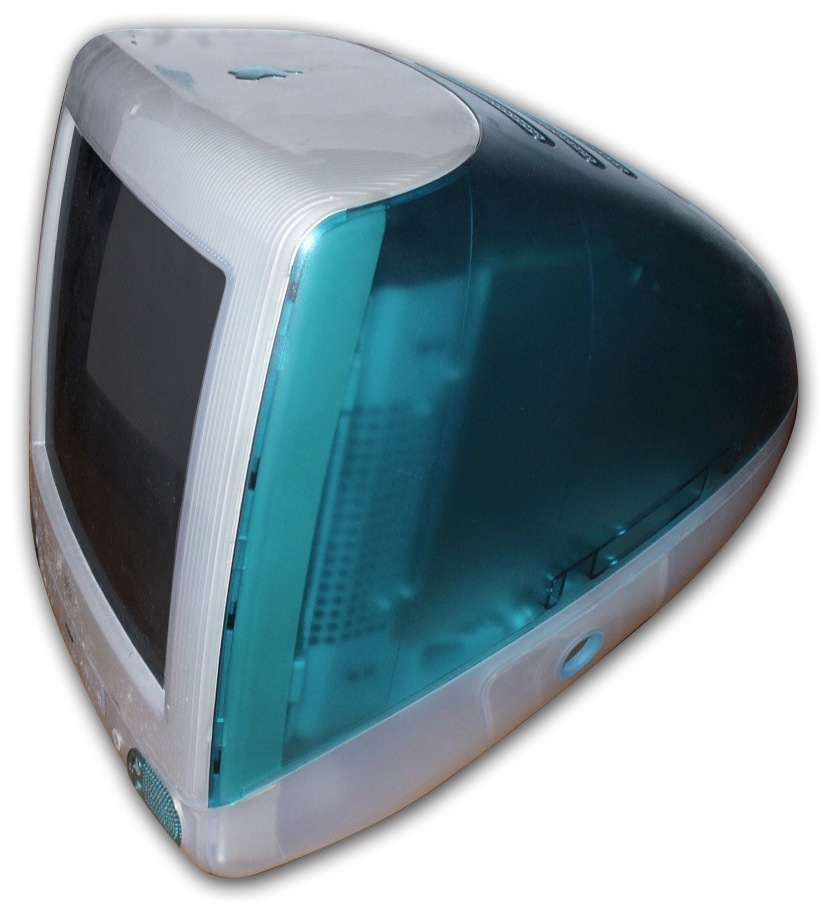
iMac G3 (1998)

| Generazione    | iMac G3                              | iMac G4                                                    | iMac G5                          | iMac Polycarbonate    | iMac Aluminum                                           | iMac Unibody                                             | iMac Slim | iMac Retina                                                                   | iMac 24”                            |
| Generazione    |                                      |                                                            |                                  |                       |                                                         |                                                          | |                                                                               |                                     |
| Schermo        | 13,8" CRT                            | 15", 17" o 20" LCD                                         | 17" o 20" LCD                    | 17", 20" o 24" LCD    | 20" o 24" LCD                                           | 21,5" o 27" LED-LCD                                      | 21,5" o 27" LED-LCD                                                                                               | 21,5" o 27" LED-LCD                                                           | 24” LED-LCD                         |
| Processore     | PowerPC G3                           | PowerPC G4                                                 | PowerPC G5                       | Intel Core/Core 2 Duo | Intel Core 2 Duo                                        | Intel Core 2 Duo/Core i3/Core i5/Core i7                 | Intel Core i5/Core i7                                                                                             | Intel Core i3/Core i5/Core i7/Core i9                                         | Apple M1/Apple M2/Apple M3/Apple M4 |
| HDD/SSD        | Da 4 a 60 GB                         | Da 40 a 160 GB                                             | Da 40 a 500 GB                   | Da 80 a 750 GB        | Da 250 GB a 1 TB                                        | Da 500 GB a 2 TB                                         | Da 1 a 3 TB | Da 1 a 3 TB                                                                   | Da 256 GB a 2 TB                    |
| SO di serie    | Mac OS 8, Mac OS 9, Mac OS X Cheetah | Mac OS 9, Mac OS X Puma, Mac OS X Jaguar, Mac OS X Panther | Mac OS X Panther, Mac OS X Tiger | Mac OS X Tiger        | Mac OS X Tiger, Mac OS X Leopard, Mac OS X Snow Leopard | Mac OS X Snow Leopard, Mac OS X Lion, OS X Mountain Lion | OS X Mountain Lion, OS X Mavericks, OS X Yosemite, OS X El Capitan, macOS Sierra, macOS High Sierra, macOS Mojave | OS X Yosemite, OS X El Capitan, macOS Sierra, macOS High Sierra, macOS Mojave | macOS Big Sur                       |
| Inizio vendita | 15 agosto 1998                       | 7 gennaio 2002                                             | 31 agosto 2004                   | 10 gennaio 2006       | 7 agosto 2007                                           | 20 ottobre 2009                                          | 30 novembre 2012 (21,5") / gennaio 2013 (27")                                                                     | 13 ottobre 2015 (21,5") / 16 ottobre 2014 (27")                               | 20 aprile 2021 (24")                |
| Fine vendita   | marzo 2003                           | 31 luglio 2004                                             | marzo 2006                       | 6 agosto 2007         | 19 ottobre 2009                                         | ottobre 2012                                             | 12 ottobre 2015 (27")                                                                                             | 20 aprile 2021 (21,5")                                                        | —                                   |

### Prima generazione ("Tray-loading iMac")
- 15 agosto 1998 – iMac 233 MHz (Revision A). Processore a PowerPC G3 a 233 MHz. scheda grafica ATI Rage IIc con 2 MiB SGRAM. Disponibile nel colore Azzurro Bondi. Questo fu il primo modello di iMac a disporre dello slot mezzanine che consentiva l'espansione della macchina in particolare dal lato grafico grazie alla presenza sul mercato dell'epoca di schede grafiche Voodoo2 basate sul protocollo PCI.
- 17 ottobre 1998 – iMac 233 MHz (Revision B). Miglioramenti minori, Mac OS 8.5, ATI Rage Pro Graphics con 6 MiB di SGRAM.
- 5 gennaio 1999 – iMac 266 MHz (Revision C, "Five Flavors"). Processore a 266 MHz. Porta IrDA e slot mezzanine rimosso. ATI Rage Pro Turbo graphics con 6 MiB SGRAM. Disponibile in Strawberry (rosso), Blueberry (blu), Lime (verde), Grape (viola), and Tangerine (arancio). Prezzo ridotto di $100.
- 14 aprile 1999 – iMac 333 MHz (Revision D). Processore a 333 MHz. Modificato mouse fornito di serie.

### Seconda generazione ("Slot-loading iMac")
- 5 ottobre 1999 – iMac/iMac DV/iMac DV SE. Prima versione col supporto della Firewire. processore a 350 o 400 MHz, lettore ottico slot-loading, stessi colori della versione C/D iMac, e in più una versione speciale col colore grafite.
- 19 giugno 2000 – iMac/iMac DV/iMac DV+/iMac DV SE. processore a 350 o 400 o 450 o 500 MHz, colori Indigo (blu), Ruby (rosso), Sage (verde), Snow (bianco) e Graphite (grigio).
- 22 febbraio 2001 – (patterns). Processore a 400, 500 (PPC750CXe), o 600 (PPC750CXe) MHz. Disponibile in Indigo, Graphite, e "Blue Dalmatian" o "Flower Power".
- 18 luglio 2001 – (Estate 2001). processore a 500, 600, o 700 MHz (PPC750CXe). Disponibile in Indigo, Graphite, e Snow.

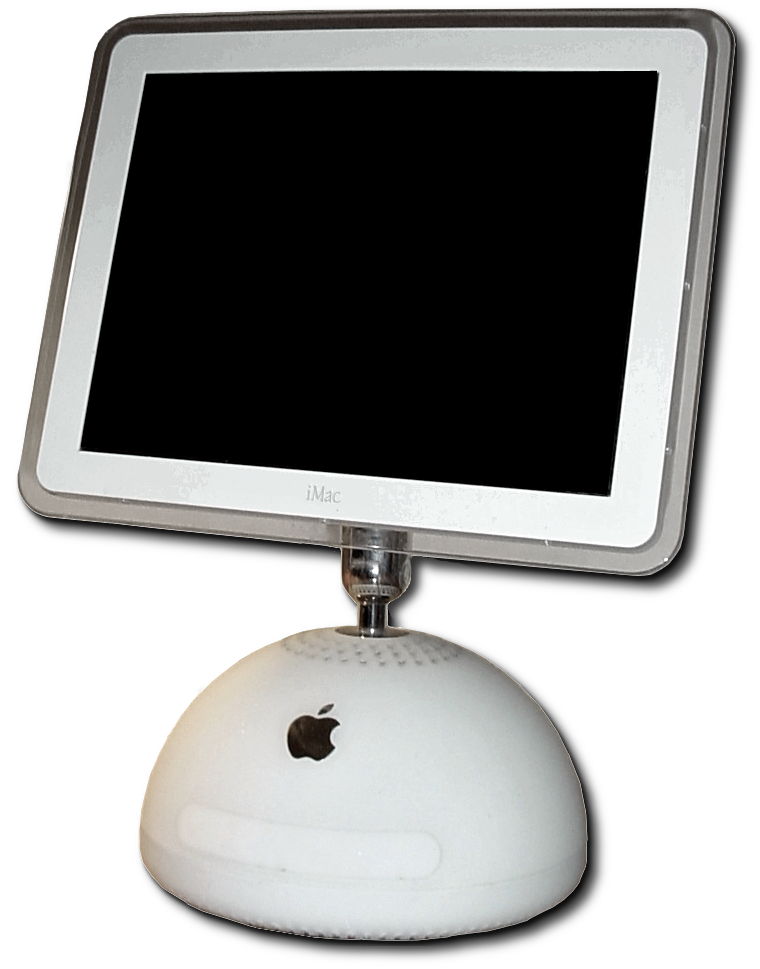
iMac G4 (2002)

### Terza generazione ("Flat panel iMac")
- 7 gennaio 2002 – L'intero progetto iMac viene rivisto. Contiene un processore PowerPC G4 a 700 o 800 MHz ed è disponibile solo in bianco. Il display è un LCD da 15" facilmente posizionabile dove si preferisce tramite un braccio pieghevole collegato alla base semisferica.
- 17 giugno 2002 – Nuovo modello dotato di display LCD da 17" e processore da 800 MHz o 1 GHz, nuovi tagli di hard disk (fino a un 80 GB) e modifica alla GPU.
- 4 febbraio 2003 – La linea viene ridotta a due modelli, quello con LCD da 15" e quello coll'LCD da 17" LCD. AirPort Extreme e Bluetooth sono disponibili per il modello da 17". Non vi sono cambiamenti nell'estetica.
- 18 novembre 2003 – Nuovo modello con LCD da 20" capace di una risoluzione di 1650 × 1080 pixel e processore G4 da 1,25 GHz.

### Quarta generazione

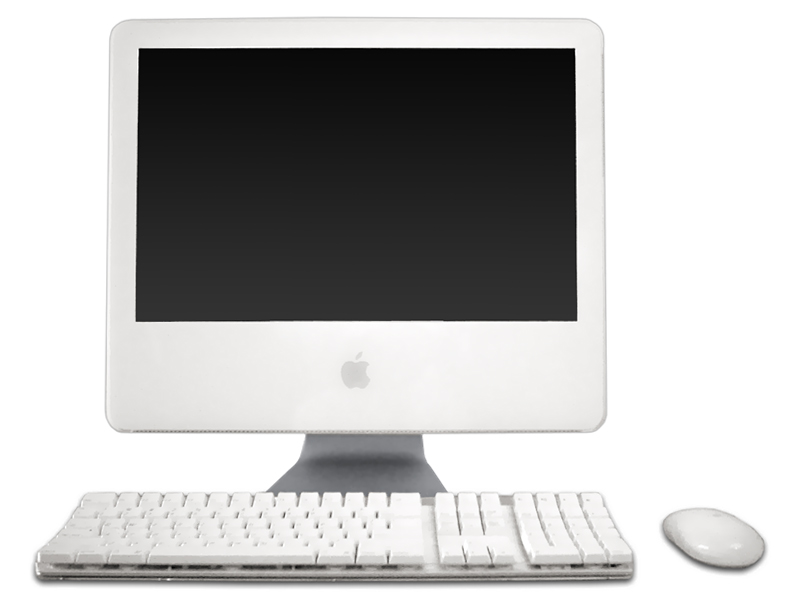
iMac G5 (2004), esteticamente identico al iMac Intel (2006)

- 31 agosto 2004 – Apple annuncia un nuovo iMac con tutta l'elettronica alloggiata dietro lo schermo LCD. L'intero computer è spesso 5 centimetri. Viene introdotto il processore PowerPC G5 a 1,6 o 1,8 GHz. Viene introdotto lo standard serial ATA per gli hard drive e per la grafica la Nvidia GeForce 5200 Ultra graphics card. Apple rilascia il più sottile personal computer disponibile in commercio. L'iMac G5 è disponibile in tre modelli con display da 17" o 20", tutti di color bianco.
- 3 maggio 2005 – Aggiornamento parco macchine degli iMac G5. Tutti i nuovi iMac sono muniti di un'unità ottica SuperDrive 8x con supporto double-layer, Gigabit Ethernet integrato, 512 MiB di memoria e nuovo sistema video ATI Radeon 9600 con 128 MiB di memoria video. Tutti i nuovi iMac G5 vengono venduti con iLife '05 e con preinstallato il sistema operativo Mac OS X Tiger.
- 13 ottobre 2005 – Aggiornamento parco macchine degli iMac G5. Viene introdotto il processore PowerPC G5 da 1,9 GHz e FSB a 633 MHz per il modello da 17 pollici e processore da 2,1 GHz e FSB a 700 MHz per il modello da 20 pollici. Entrambi i sistemi sono equipaggiati con una GPU PCI Express, nella fattispecie la Radeon X600 Pro per i primo modello e la Radeon X600XT per il secondo. Aggiunta della videocamera iSight integrata nella scocca con preinstallato il programma per foto Photo Booth e dell'Apple Remote, un telecomando con relativo programma (Front Row) di controllo preinstallato.

### iMac Intel
- 10 gennaio 2006 – Apple annuncia un nuovo iMac. La novità principale sta nel processore, non più un PowerPC G5 della IBM, ma un Intel Core Duo (nome in codice Yonah), un processore x86 caratterizzato dalla presenza di due core e dai consumi abbastanza contenuti. Oltre a questo viene aggiornato il reparto video con l'inserimento della scheda ATI Radeon X1600. Restano la forma, lo spessore e tutti gli optional del modello precedente; anche questo è venduto in due versioni, con schermo da 17 e 20 pollici e con processori rispettivamente da 1,83 e 2,0 GHz, entrambi con FSB da 667 MHz.
- settembre 2006 – Apple annuncia una nuova serie di iMac, chiamati iMac late 2006, la cui differenza rispetto ai precedenti modelli sta nell'utilizzo dei nuovi processori Core 2 Duo (Merom) della Intel in frequenze da 1,83 a 2,33 GHz ma, soprattutto, nell'aggiunta di un modello dotato di schermo panoramico da 24 pollici, evidentemente pensato per le attività multimediali. Aggiunta anche una porta FireWire 800, ma solo nel modello da 24", e vi sono piccole migliorie tecniche, possibili anche in virtù dei 64 bit dei processori Core 2 Duo.

### Quinta generazione (iMac Aluminum)

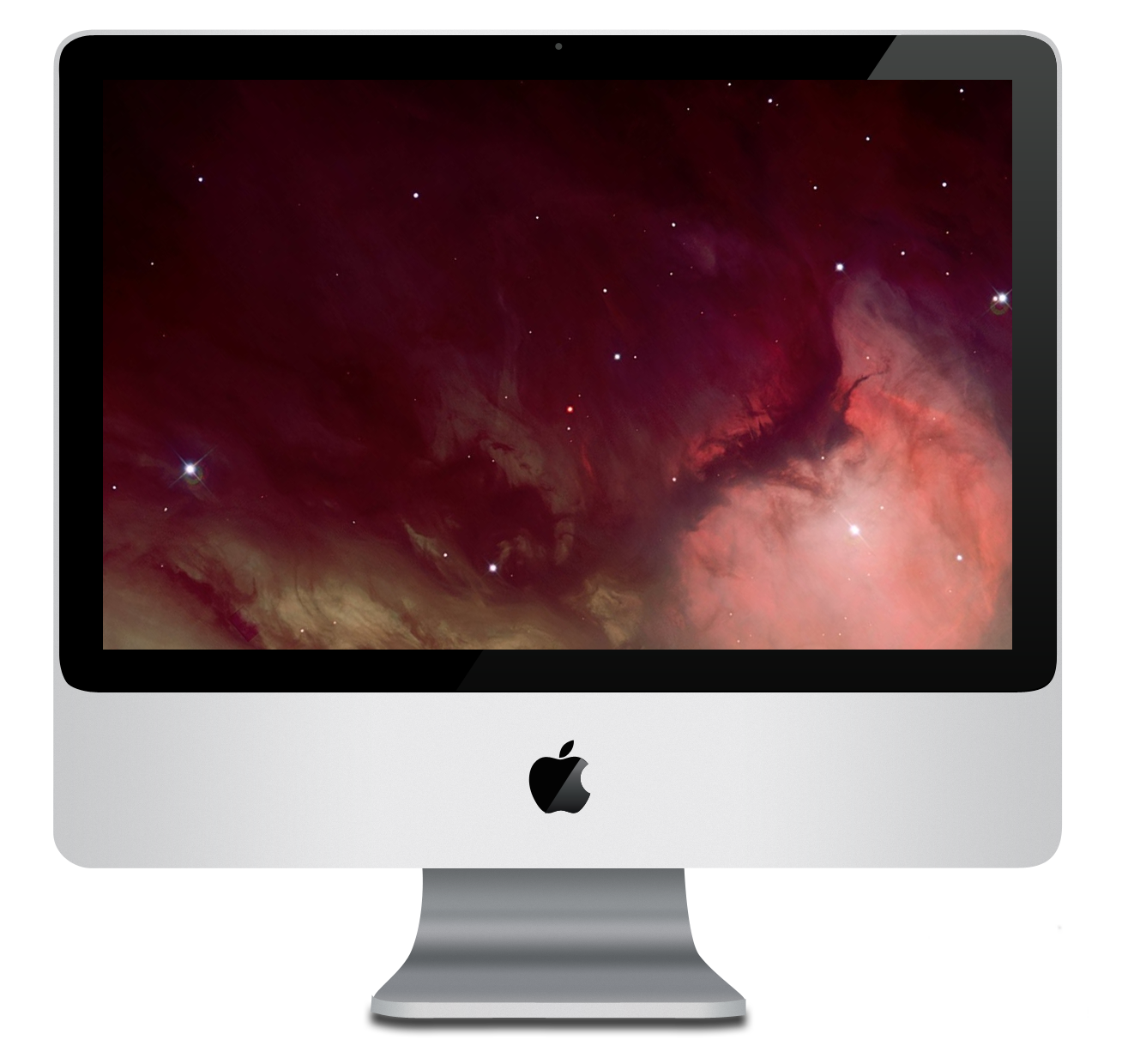
iMac Aluminum (2007)

#### Metà 2007
- 7 agosto 2007

Quinta incarnazione del progetto iMac, l'estetica è simile al precedente: l'involucro del computer, che contiene l'elettronica e lo schermo, è però in alluminio e il monitor è protetto da un vetro glossy con un bordo nero lungo il suo perimetro e il retro del computer è nero opaco.
Viene introdotto il processore Core 2 Duo (Merom) della Intel in frequenze da 2 a 2,8 GHz. È dotato di Firewire 400 e 800 e disponibile con monitor da 20" e 24". Inspiegabilmente i led di stato di accensione e stop, ora non sono più presenti. Viene abbandonata anche la versione da 17 pollici, e rimangono i modelli da 20 e da 24 pollici. Gli altoparlanti integrati sono ora costituiti da due coppie di piccoli tweeter e woofer. La webcam integrata Apple iSight permette ora una risoluzione di 1,3 Mpixel (1280 × 1024 punti). Viene distribuito con la suite Apple iLife '08. Rinnovata anche la tastiera, che eredita il design ultrasottile dei tasti dai modelli portatili e poggia su una piastra in alluminio. L'introduzione di materiali riciclabili come il vetro e l'alluminio nella fabbricazione delle nuove linee di prodotti concretizza le dichiarazioni di Apple di voler contribuire allo sviluppo sostenibile.

#### Inizio 2008
- 28 aprile 2008

Questa nuova linea di iMac utilizza una circuiteria per la scheda logica creata in esclusiva da Intel per Apple e presenta caratteristiche molto simili a quella Montevina di prossima introduzione, con processori a 45 nanometri e clock fino a 3,06 GHz, memorie DDR2 a 800 MHz e frontbus a 1066 MHz.
Tutta la macchina ha subito restyling minori estetici e notevoli nuove soluzioni sia hardware che software. Il prezzo per il mercato italiano è stato ridotto grazie alla debolezza del dollaro.

#### Inizio 2009
- 3 marzo 2009

Apple rinnova l'intera gamma dei suoi computer da scrivania, tra cui gli iMac, ora con frontbus più veloce (1066 MHz), più memoria e più spazio su disco. Cambiano anche le schede video, adottando sui modelli entry-level processori grafici con memoria condivisa già presenti sui portatili Apple da 13".

### Sesta generazione (iMac Unibody)

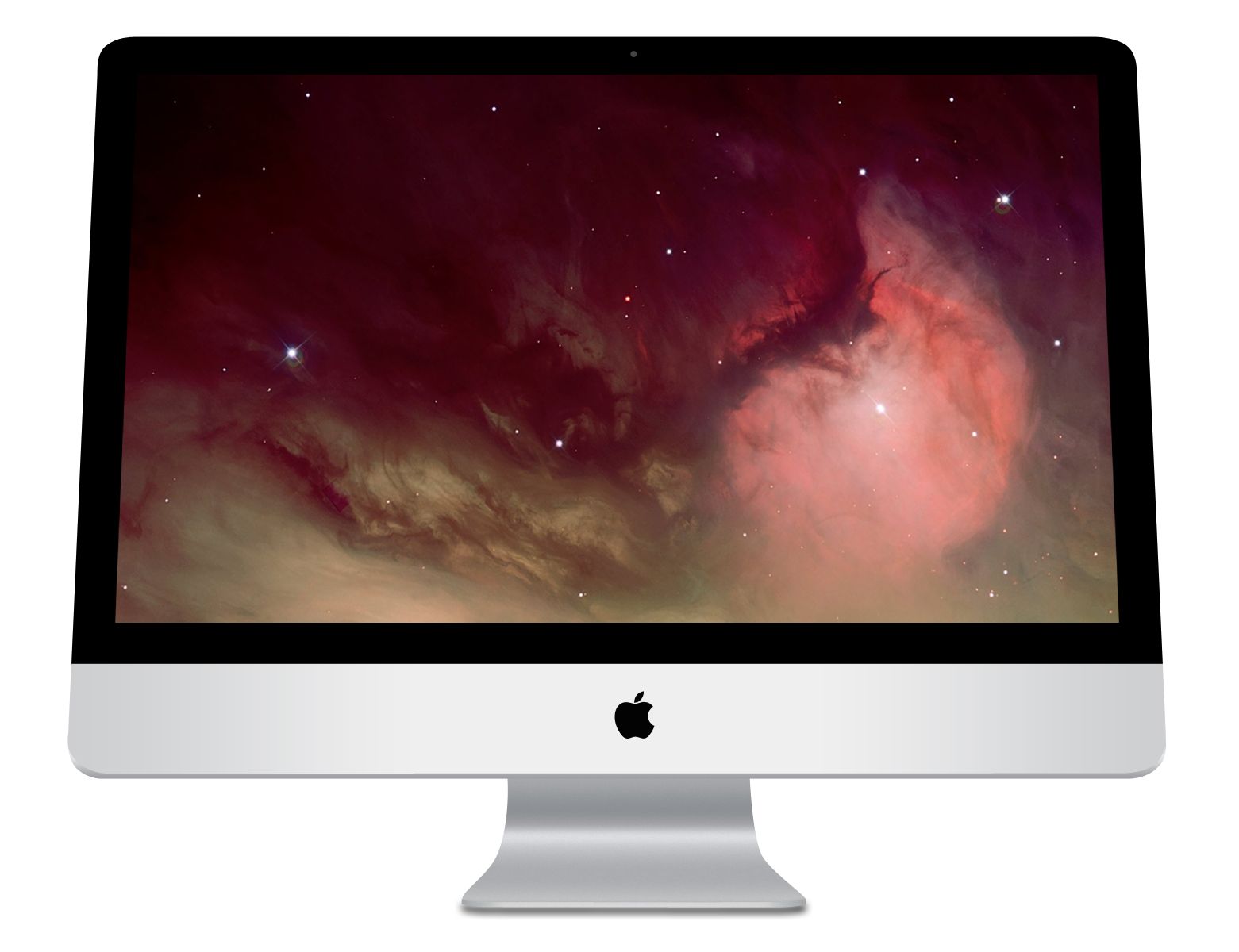
iMac Unibody (2009)

#### Fine 2009
- 20 ottobre 2009

La nuova serie di iMac apporta sostanziali cambiamenti, questa volta anche dal punto di vista estetico. I nuovi Mac hanno un guscio di un blocco unico di alluminio, denominato Unibody; scompaiono i modelli da 20" e 24" e vengono introdotti due modelli con monitor da 21,5" e 27" retroilluminati con tecnologia LED, aventi rispettivamente le risoluzioni di 1920x1080 e di 2560x1440 pixel. Viene abbandonato il formato 16:10 in favore del panoramico 16:9, che la stessa casa produttrice afferma ottimo per l'impiego nella riproduzione di filmati in HD. I processori hanno una velocità di 3,06 o 3,33 GHz e sono sempre Intel Core 2 Duo. A novembre 2009, verrà reso disponibile anche un modello da 27" con processore Intel Core i5 quad-core a 2,66 GHz o con Intel Core i7 quad-core a 2,8 GHz, introducendo per la prima volta processori quad-core nella linea iMac. Tutti i modelli hanno adesso come configurazione standard tastiera e mouse senza fili. Quest'ultimo in particolare è il nuovo Magic Mouse, il primo mouse multi-touch in vendita per il mercato consumer. I prezzi, anche questa volta, pur non essendo popolari, hanno subito una flessione e per il modello entry level il prezzo di listino è 1.102 €.

#### Metà 2010
- 27 luglio 2010

La serie di iMac viene nuovamente aggiornata, portando notevoli miglioramenti alle CPU e alla GPU. I nuovi processori disponibili sono gli Intel Core i3, Core i5 e Core i7 dell'architettura Nehalem. Invece per quanto riguarda le schede grafiche, vengono eliminate le NVIDIA a favore delle ATI Radeon.
Sul modello iMac da 21,5" è disponibile l'Intel i3 a 3,06 GHz o 3,2 GHz con tecnologia Turbo Boost, oppure l'Intel Core i5 a 3,6 GHz. Sui modelli da 27" sono disponibili l'Intel Core i3 a 3,2 GHz, l'Intel Core i5 a 3,6 GHz oppure i nuovi quad-core Intel Core i5 a 2,8 GHz e Intel Core i7 a 2,93 GHz.
Le schede grafiche disponibili sono per i modelli iMac 21,5" la ATI Radeon HD 4670 con 256 MB dedicati e ATI Radeon HD 5670 con 512 MB dedicati. Quest'ultima è anche disponibile per il modello da 27" oltre alla più performante ATI Radeon HD 5750 con 1 GB dedicato.
Apple sottolinea anche il nuovo tipo di memoria RAM DDR3 da 1333 MHz presente nei nuovi iMac con dimensioni da 4 GB fino a 16 GB.
I dischi rigidi partono da una capacità di 500 GB per il modello base da 21,5" fino a un massimo di 2 TB per il modello da 27", tutti alla velocità di 7200rpm. Inoltre è possibile dotare il modello da 27" con un'unità a stato solido (SSD) che garantisce maggiore durata, ma soprattutto velocità.
Gli schermi sono a retroilluminazione LED con le medesime risoluzioni dei modelli precedenti. Integrano tecnologia IPS e hanno un contrasto pari a 1000:1.
In opzione oltre alla tastiera wireless ed al Magic Mouse è disponibile al prezzo di 69 euro il Magic Trackpad una sorta di trackpad come quelli che si trovano sui MacBook/MacBook Pro/MacBook Air, multitouch in vetro ed alluminio. Rispetto alla versione precedente i prezzi sono leggermente aumentati: per il modello entry level da 21,5" sono richiesti 1.199 €, mentre per il modello base da 27" 1.699 €.

#### Metà 2011
- 3 maggio 2011

La serie iMac viene aggiornata con miglioramenti delle CPU e delle GPU, con una nuova tecnologia I/O Thunderbolt e una webcam FaceTime HD, che consente di effettuare video chiamate con altri dispositivi Apple. I nuovi iMac dispongono di processori Intel quad-core Core i5 e Core i7 di seconda generazione. Sono presenti schede grafiche AMD Radeon HD. Il modello iMac da 21,5" è disponibile con un processore: un quad-core Core i5 da 2,5 GHz oppure un Core i5 2,7 GHz. C'è la possibilità di scegliere un disco rigido da 500GB oppure uno da 1TB, rispettivamente da 1.158 € o da 1.461 €. Il modello iMac da 27" è disponibile con un processore Core i5 o un Core i7 da 2,7 GHz e da 3,1 GHz. Entrambi i modelli dispongono di un disco rigido da 1TB. Il modello Core i7 ha una AMD Radeon HD da 1GB. Gli iMac da 27" sono disponibili a un prezzo da 1.663 € o da 1.915 €.

#### Fine 2012
- 23 ottobre 2012

iMac (2012)

La serie iMac viene aggiornata sotto il punto di vista tecnico e, dopo tre anni, anche dal punto di vista estetico. Vengono aggiornate le CPU, con l'introduzione della serie Ivy Bridge, e le GPU con l'abbandono delle schede AMD a favore della serie GeForce 600 di NVIDIA. Su ogni modello la memoria RAM minima sale a 8GB, con una frequenza di 1600 MHz. La capacità di archiviazione sale a 1TB per ogni modello, con la possibilità di adottare, sui modelli da 27", SSD fino a 768GB e, su tutti i modelli, la nuova tecnologia Fusion drive, che combina HDD e SSD. Vengono inoltre adottate quattro prese USB 3. Il design è stato profondamente modificato, con una diminuzione dell'80% dello spessore sui bordi ottenuta grazie a una riprogettazione dello schermo, che garantisce il 75% dei riflessi in meno, e all'eliminazione del lettore ottico. I modelli da 21,5" sono disponibili a partire da 1.379 €, mentre quelli da 27" a partire da 1.899 €.

#### Settembre 2013
Gli iMac mantengono la stessa estetica ma all'interno adottano notevoli miglioramenti, tra cui i processori Intel Haswell.

#### Ottobre 2014
Viene introdotto per la prima volta l'iMac da 27" con display Retina 5K (5120 × 2880 pixel); affiancherà i precedenti modelli da 21,5" e 27".

#### Ottobre 2015
Viene introdotto per la prima volta l'iMac da 21,5" con display Retina 4K (4096 × 2304 pixel); affiancherà i nuovi modelli da 21,5" e 27"; Apple abbandona i modelli iMac 27" con schermo a risoluzione standard, sostituendoli con la nuova serie, tutti dotati di schermo Retina 5K (5120 × 2880 pixel).
Vengono introdotti, come dotazione standard su tutti gli iMac, anche i nuovi Magic Mouse 2 e Magic Keyboard, con batterie integrate ricaricabili attraverso il cavo Lightning.

#### Giugno 2017
Nel WWDC di giugno 2017, Apple rilascia i modelli di iMac 21,5" con display Retina 4K con le schede video dedicate AMD Radeon e le aggiorna sul modello da 27" con display Retina 5K. Il modello da 21 pollici mantiene la Iris Pro integrata.

### Settima generazione
Il 20 aprile 2021 è stato presentato un nuovo modello di iMac, che presenta un design rinnovato, un display retina 4,5K da 24'' e una gamma di sette colori (blu, verde, rosa, argento, giallo, arancione e viola), ispirati al primo iMac uscito nel 1998. È il primo iMac a montare il processore proprietario Apple M1. Sarà commercializzato a partire da maggio dello stesso anno nei tagli da 8 o 16 GB di memoria RAM e 256 o 512 GB di archiviazione interna SSD (espandibile fino a 2 TB) e una videocamera FaceTime HD 1080p.
A seguito, sono stati anche introdotti iMac con processori M2, M3 e M4; aumentando le prestazioni, e efficienza energetica, lasciando il design invariato.

## Specifiche tecniche (modelli in commercio)
| Componenti        | iMac 21,5" | iMac 21,5" | iMac 21,5" | iMac 27" |
| Componenti        | base | con display Retina 4K | con display Retina 4K | con display Retina 5K |
| ----------------- | --- | --- | --- | --- |
| Display           | 21,5" LED con tecnologia IPS 1920x1080 | 21,5" con display Retina 4K con tecnologia IPS 4096x2304 | 21,5" con display Retina 4K con tecnologia IPS 4096x2304 | 27" con display Retina 5K con tecnologia IPS 5120x2880 |
| Processore        | Intel Core i5 dual‑core a 2,3 GHz (Turbo Boost fino a 3,6 GHz) | Intel Core i3 quad‑core a 3,6 GHz Configurabile con Intel Core i7 quad‑core a 3,2 GHz (Turbo Boost fino a 4,6 GHz) | Intel Core i5 quad‑core a 3,0 GHz (Turbo Boost fino a 4,1 GHz) Configurabile con Intel Core i7 quad‑core a 3,2 GHz (Turbo Boost fino a 4,6 GHz) | Intel Core i5 quad‑core a 3,0 GHz (Turbo Boost fino a 4,1 GHz) Intel Core i5 quad‑core a 3,1 GHz (Turbo Boost fino a 4,3 GHz) Intel Core i5 quad‑core a 3,7 GHz (Turbo Boost fino a 4,6 GHz) Configurabile con Intel Core i9 8‑core a 3,6 GHz (Turbo Boost fino a 5,0 GHz) |
| Memoria           | 8 GB di memoria DDR4 a 2133 MHz su scheda Configurabile con 16 GB | 8 GB di memoria DDR4 a 2400 MHz su scheda Configurabile con 16 o 32 GB | 8 GB di memoria DDR4 a 2400 MHz su scheda Configurabile con 16 o 32 GB | 8 GB (2 x 4 GB) di memoria DDR4 a 2400 MHz; 4 slot SO‑DIMM accessibili dall’utente Configurabile con 16, 32 o 64 GB |
| Archiviazione     | Disco rigido da 1 TB a 5400 giri/min Fusion Drive da 1 TB Unità flash (SSD) da 256 GB | Disco rigido da 1 TB a 5400 giri/min Configurabile con Fusion Drive da 1 TB o con unità SSD da 256 GB, 512 GB o 1 TB | Fusion Drive da 1 TB Configurabile con unità SSD da 256 GB, 512 GB o 1 TB | Fusion Drive da 1 TB Configurabile con Fusion Drive da 2 o 3 TB o unità SSD da 512 GB, 1 o 2 TB |
| Scheda grafica    | Intel Iris Plus Graphics 640 | Radeon Pro 555X con 2GB di VRAM | Radeon Pro 560X con 4GB di VRAM o Radeon Pro Vega 20 con 4GB si HBM2 | Radeon Pro 570X con 8GB di VRAM Radeon Pro 575X con 8GB di VRAM Radeon Pro 580X con 8GB di VRAM Configurabile con Radeon Pro Vega con 8GB di HBM2 |
| Webcam            | FaceTime HD | FaceTime HD | FaceTime HD | FaceTime HD |
| Audio integrato   | Altoparlanti stereo Doppio microfono Jack per cuffie da 3,5 mm | Altoparlanti stereo Doppio microfono Jack per cuffie da 3,5 mm | Altoparlanti stereo Doppio microfono Jack per cuffie da 3,5 mm | Altoparlanti stereo Doppio microfono Jack per cuffie da 3,5 mm |
| Connessioni       | Jack per cuffie da 3,5 mm Slot SDXC card Quattro porte USB 3. (compatibili con USB 2) Due porte Thunderbolt 3 (USB‑C) per: - DisplayPort - Thunderbolt (fino a 40 Gbps) - USB 3.1 Gen 2 (fino a 10 Gbps) - Funziona come uscita Thunderbolt 2, HDMI, DVI e VGA (adattatori in vendita separatamente) Gigabit Ethernet 10/100/1000BASE‑T (connettore RJ-45) Slot per cavo di sicurezza Kensington | Jack per cuffie da 3,5 mm Slot SDXC card Quattro porte USB 3. (compatibili con USB 2) Due porte Thunderbolt 3 (USB‑C) per: - DisplayPort - Thunderbolt (fino a 40 Gbps) - USB 3.1 Gen 2 (fino a 10 Gbps) - Funziona come uscita Thunderbolt 2, HDMI, DVI e VGA (adattatori in vendita separatamente) Gigabit Ethernet 10/100/1000BASE‑T (connettore RJ-45) Slot per cavo di sicurezza Kensington | Jack per cuffie da 3,5 mm Slot SDXC card Quattro porte USB 3. (compatibili con USB 2) Due porte Thunderbolt 3 (USB‑C) per: - DisplayPort - Thunderbolt (fino a 40 Gbps) - USB 3.1 Gen 2 (fino a 10 Gbps) - Funziona come uscita Thunderbolt 2, HDMI, DVI e VGA (adattatori in vendita separatamente) Gigabit Ethernet 10/100/1000BASE‑T (connettore RJ-45) Slot per cavo di sicurezza Kensington | Jack per cuffie da 3,5 mm Slot SDXC card Quattro porte USB 3. (compatibili con USB 2) Due porte Thunderbolt 3 (USB‑C) per: - DisplayPort - Thunderbolt (fino a 40 Gbps) - USB 3.1 Gen 2 (fino a 10 Gbps) - Funziona come uscita Thunderbolt 2, HDMI, DVI e VGA (adattatori in vendita separatamente) Gigabit Ethernet 10/100/1000BASE‑T (connettore RJ-45) Slot per cavo di sicurezza Kensington |
| Wireless          | Wi‑Fi 802.11ac compatibile con IEEE 802.11a/b/g/n | Wi‑Fi 802.11ac compatibile con IEEE 802.11a/b/g/n | Wi‑Fi 802.11ac compatibile con IEEE 802.11a/b/g/n | Wi‑Fi 802.11ac compatibile con IEEE 802.11a/b/g/n |
| Bluetooth         | Tecnologia wireless Bluetooth 4.2 | Tecnologia wireless Bluetooth 4.2 | Tecnologia wireless Bluetooth 4.2 | Tecnologia wireless Bluetooth 4.2 |
| Dimensioni        | Altezza: 45 cm Larghezza: 52,8 cm Profondità del sostegno: 17,5 cm | Altezza: 45 cm Larghezza: 52,8 cm Profondità del sostegno: 17,5 cm | Altezza: 45 cm Larghezza: 52,8 cm Profondità del sostegno: 17,5 cm | Altezza: 51,6 cm Larghezza: 65 cm Profondità del sostegno: 20,3 cm |
| Peso              | 5,66 kg | 5,66 kg | 5,66 kg | 9,44 kg |
| Sistema operativo | macOS Big Sur | macOS Big Sur | macOS Big Sur | macOS Big Sur |